# Economia contadina
All'interno delle categorie di economia agraria – ossia di quei sistemi produttivi in cui più di metà della popolazione è impegnato nei settore primario e in cui più di metà del prodotto è di natura agricola – si distinguono, come caso particolare, le economie contadine.

## Premessa: il modello diČajanov
Il modello di Alexander Čajanov o regola di Chayanov secondo cui quanto più grande è la capacità lavorativa  relativa all'unità domestica tanto meno i suoi membri lavorano, noto in occidente solo dal 1966 ma risalente al 1925, ha fortemente influenzato gli studi sulle economie non-industrializzate.
Avendo come base le ricerche statistiche degli economisti agrari russi dei primi decenni del Novecento, Čajanov osservò forse che il 90% delle “imprese” agricole russe avevano le seguenti caratteristiche:
- piccola proprietà;
- assenza di lavoro salariato;
- lavoro proveniente dai componenti della famiglia;
- tendenza al profitto molto ridotta;
- autoconsumo e con domanda interna legata alle dimensioni della famiglia;
- scarsi rapporti col mercato.

Questo modello, elaborato come descrizione della realtà contadina russa che sfuggiva alle logiche del capitalismo, venne applicato da sociologi e storici anche ad altre economie rurali, e in sostanza contiene tutti i tratti considerati distintivi delle economie contadine.
È comunque da notarsi che molti ricercatori considerano il modello di economia contadina una sorta di concetto di comodo, utile (e utilizzabile) solo per poter distinguere le economie agrarie moderne da alcune di quelle premoderne difficili da inquadrare in maniera più precisa.

## La famiglia contadina
Nelle economie contadine l'unità di riproduzione biologica e l'unità di produzione economica coincidono; la famiglia si trova quindi ad essere la base del sistema sociale e produttivo.
In Europa il modello di famiglia patriarcale, in cui ciascuno deve sottostare alle decisioni del capofamiglia, in cui la posizione e il ruolo derivano dalle differenze di età genere e parentela, e che svolge funzioni economiche e anche di esercizio del pubblico potere per molti secoli, è sopravvissuta in alcune regioni fino a tempi molto recenti, pur avendo ridotto la propria incidenza sulla società e sull'economia durante l'Ottocento.
La questione del numero dei componenti è sempre molto dibattuta ma si possono evidenziare alcuni punti sui quali vi è abbastanza accordo.
Nonostante gli stereotipi, è quasi certo che durante l'Alto Medioevo le famiglie contadine erano di tipo nucleare, con quattro o cinque membri. Una famiglia di piccole dimensioni, fondata da due coniugi che si sposavano molto giovani, era sicuramente il risultato della tendenza espansiva dell'agricoltura europea di quei secoli, che permetteva incrementi estensivi della produzione grazie alla bassa densità della popolazione e alla disponibilità di terre incolte.
Nel Basso Medioevo la situazione era notevolmente diversa. Le possibilità di estendere le coltivazioni tramite disboscamenti e bonifiche si erano notevolmente ridotte e la popolazione era tornata ai livelli precedenti alla caduta dell'Impero romano d'Occidente. La famiglia contadina, adattandosi alla nuova condizione, era diventata una famiglia di tipo esteso, che conteneva due o tre generazioni, più i servi o gli apprendisti. Il matrimonio avveniva molto più tardi perché le nuove difficoltà nel raggiungere l'indipendenza economica ritardavano la decisione di formare una famiglia.
Questo era valido in linea di massima: le oscillazioni regionali dopo il Medioevo erano molto accentuate. Nel complesso l'Europa di antico regime doveva contare un numero di famiglie allargate leggermente superiore al 50%, con le famiglie nucleari che si concentravano in Inghilterra e Fiandre e quelle estese che si concentravano nei Balcani e nell'Europa mediterranea.

## Il rapporto con il mercato
Come scritto in precedenza, e come già visto nel modello di Čajanov, la famiglia contadina era legata al proprio podere (sul quale vanta un diritto di proprietà, un diritto di usufrutto o simili) dal quale traeva la maggior parte delle risorse di cui necessita.
I contatti con il mercato erano generalmente limitati alla vendita delle eccedenze del raccolto – quando c'erano – oppure alla lavorazione di prodotti tessili per i mercanti delle città. Questo dava modo alla famiglia contadina di procurarsi la poca moneta di cui necessitava. Quando i contatti col mercato erano inesistenti, la produzione non risentiva delle oscillazioni dei prezzi; quando i contatti c'erano (ma erano scarsi) si verificava un fenomeno molto singolare: la produzione familiare seguiva un andamento “inverso” rispetto a quello che ci si aspetta dall'impresa che si rapporta ad un sistema di prezzi determinato da meccanismi di domanda e offerta: quando il prezzo era basso, si produceva molto per procurarsi i soldi che servivano per i pochi acquisti essenziali, quando il prezzo era alto si produceva poco perché poco bastava ad ottenere la quantità di moneta richiesta.
Ma l'elemento che influenzava maggiormente l'andamento della produzione, come prevedibile in un sistema votato all'autosufficienza, era il numero di familiari presenti nel podere, in quanto nascite, partenze e dipartite incidevano sulle necessità alimentari e quindi su quelle lavorative.
Nei Paesi Bassi e in Inghilterra invece la mercantilizzazione dell'economia contadina, già molti secoli prima della rivoluzione industriale era abbastanza avanzata, accompagnata da affitti pagati in moneta e da un forte indebolimento della piccola proprietà rurale. In Inghilterra, addirittura, fin dal Basso Medioevo sono rilevabili consistenti quote di agricoltori salariati, di prodotti coltivati per la vendita sul mercato, e una certa tendenza all'indebitamento – l'economia monetaria avanzava con una discreta velocità.